# 賓布菈赤翅蟲
賓布菈赤翅蟲（Binburrum）是鞘翅目赤翅蟲科下的一屬，該屬成員僅見於澳大利亚。

## 特徵
中小型甲蟲（體長通常小於9毫米），翅鞘兩側外緣平行。頭部及前胸背板上佈有粗凹點刻。觸角絲狀，第四小節較二、三小節加起來的長度為短。緣摺（elytral epipleuron）從吻端延伸至翅鞘前3/4。

## 棲息地
幼蟲主要棲息於枯木的潮濕樹皮下，已記錄的植物物種包含芹葉松等。成蟲則主要分布於葉片或光源附近。

## 物種
該屬物種目前已知有8種：
- 狹頸賓布菈赤翅蟲 Binburrum angusticollis Pollock, 1995
- 急凍鳥賓布菈赤翅蟲 Binburrum articuno (Hsiao and Pollock, 2020)
- 凹胸賓布菈赤翅蟲 Binburrum bifoveicollis (Lea, 1917)
- 凹額賓布菈赤翅蟲 Binburrum concavifrons Pollock, 1995
- 黃帶賓布菈赤翅蟲 Binburrum ephippiatum (Wilson, 1926)
- 火焰鳥賓布菈赤翅蟲 Binburrum moltres (Hsiao and Pollock, 2020)
- 赤胸賓布菈赤翅蟲 Binburrum ruficollis (Champion, 1895)
- 閃電鳥賓布菈赤翅蟲 Binburrum zapdos (Hsiao and Pollock, 2020)

## 命名
該屬學名「Binburrum」源自於拉丁文，字根「binburra」為某種南青岡屬物種（Nothofagus spp.）的澳大利亞原住民語轉寫。由於該物種的分布與南青岡屬物種相關，故以此得名。

## 大眾文化
2020年，台灣昆蟲學者蕭昀等人發現了該屬三個物種，且標本存量相當稀少，因此分別以三種稀有的傳說鳥型寶可夢宝可梦急凍鳥、閃電鳥、火焰鳥來命名為「急凍鳥賓布菈赤翅蟲」（Binburrum articuno）、「火焰鳥賓布菈赤翅蟲」（Binburrum moltres）、「閃電鳥賓布菈赤翅蟲」（Binburrum zapdos）。